# Lesueurigobius
Lesueurigobius – rodzaj ryb z rodziny babkowatych.

## Klasyfikacja
Gatunki zaliczane do tego rodzaju:
- Lesueurigobius friesii - babka wielkołuska[3]
- Lesueurigobius heterofasciatus
- Lesueurigobius koumansi
- Lesueurigobius sanzi -  babka lira[3]
- Lesueurigobius suerii - babka niebieskożółta[3]

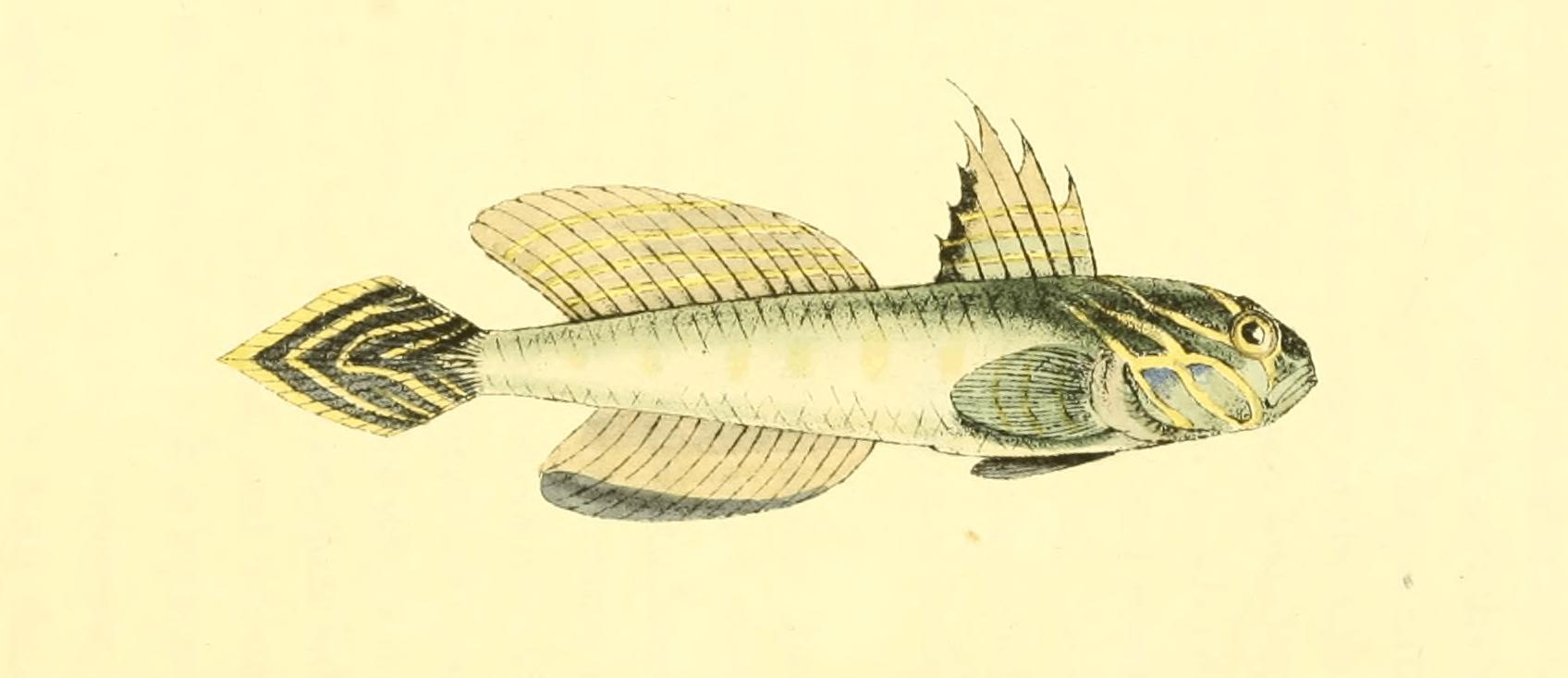
Lesueurigobius suerii